# Robert Enckell
Robert Enckell, född 18 december 1959, är en finlandssvensk skådespelare.
Enckell startade tillsammans med regissören Arn-Henrik Blomqvist samt skådespelarna Johan Storgård och Mats Långbacka den finlandssvenska teatergruppen Teater Viirus 1987. Hans son Wilhelm Enckell är också skådespelare.

## Filmografi (urval)
- 1997 – Frälsningen (TV-serie)
- 1999 – Hudens tid
- 1999 – Vägen till Rukajärvi
- 2002 – Halmhatten och Filttofflan
- 2002 – Rederiet (TV-serie)
- 2002 – Ramona (TV-serie)
- 2016 – Djävulens jungfru
- 2016 – Tjockare än vatten (TV-serie)
- 2017 – Rebecka Martinsson (TV-serie)
- 2017 – Okänd soldat
- 2020 – Tove
- 2023 – Flykt & drömmar